# Oulad Chrif
Oulad Chrif (franska: Oulad Chrif (CR), Oulad Chrif (Commune Rurale), arabiska: مكناسة الغربية) är en kommun i Marocko.   Den ligger i provinsen Taza och regionen Fès-Meknès, i den nordöstra delen av landet, 250 km öster om huvudstaden Rabat. Antalet invånare är 10 439.